# Postomia

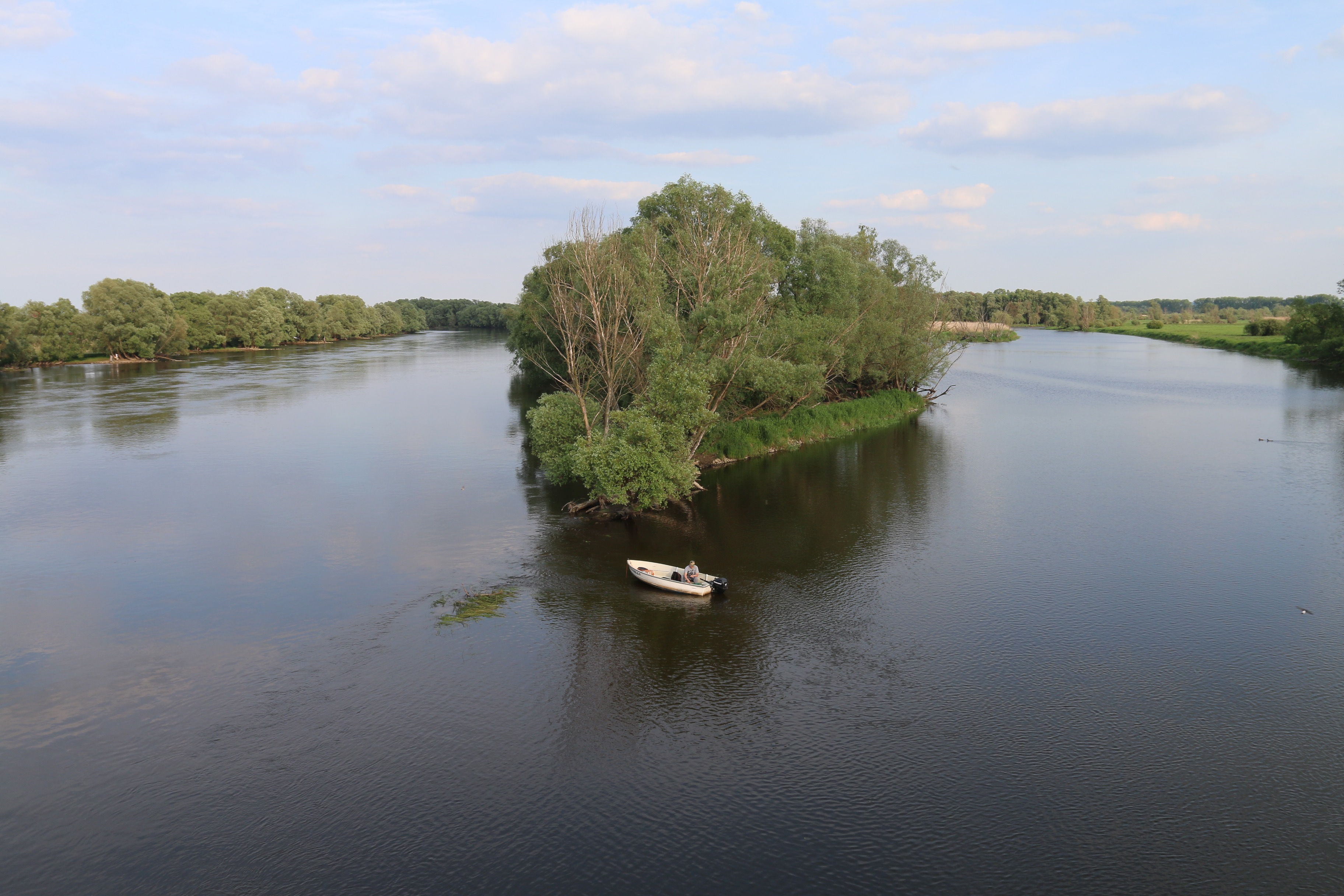
Mündung der Postomia in die Warthe

Die Postomia (deutsch: Postumfließ) ist ein linker Zufluss der Warthe in der polnischen Woiwodschaft Lebus (bis 1945 Neumark, Provinz Brandenburg). Sie entspringt im Postomia-See bei Wędrzyn (Wandern) und fließt über Sulęcin (Zielenzig) und weiter in nordnordöstlicher Richtung nach Krzeszyce (Kriescht), wo sie das Warthebruch erreicht. Dort nimmt sie den Kanał Bema auf und verläuft weiter parallel zur Warthe in westlicher Richtung, durchfließt Słońsk (Sonnenburg) und erreicht den Nationalpark Warthemündung (polnisch: Park Narodowy Ujście Warty), bis sie im Bereich von Kostrzyn nad Odrą (Küstrin) in die Warthe mündet, kurz bevor diese selbst in die Oder mündet. Die Länge des Flüsschens beträgt 67 km; das Einzugsgebiet wird mit 425 km² angegeben.